# Ozarba hemileuca
Ozarba hemileuca is een vlinder van de familie van de uilen (Noctuidae). De wetenschappelijke naam van deze soort is voor het eerst voorgesteld door Edward Parr Wiltshire in een publicatie uit 1982.
De soort komt voor in Ethiopië, Somalië, Kenia, Tanzania, Zuid-Afrika, Saudi-Arabië, Oman en Jemen.